# Любинский, Илья Борисович
Илья Борисович Любинский (род. 26 декабря 1952 года, Электросталь) — советский и российский композитор, певец, аранжировщик, поэт, автор более 400 песен, трижды лауреат телевизионного фестиваля «Песня года» (Песня-84, Песня-87, Песня-91). Работал музыкальным руководителем Театра песни Льва Лещенко, Театра пародий Владимира Винокура.

## Биография
Илья Любинский родился в семье металлургов. Его родители были ведущими специалистами завода «Электросталь», кандидатами наук, и возглавляли: отец – физическую, а мать – металловедческую лаборатории. Известный скрипач Давид Ойстрах приходился Илье двоюродным дедом по отцовской линии. С семи лет учился игре на скрипке в музыкальной школе. Впоследствии закончил Государственный музыкально-педагогический институт имени Гнесиных по классу альта и композиции. В 1970 году стал музыкальным руководителем ВИА «Кэма-69», а в 1973 году — возглавил ВИА «Созвездие». Этот коллектив завоевал все возможные в те годы  премии, награды и звания. В 1978 году по приглашению барабанщика Юрия Китаева перешёл в ансамбль «Фантазия», музыкальным руководителем которого был Юрий Чернавский. Впоследствии работал музыкальным руководителем Театра песни Льва Лещенко, а с 1988 года по 1996 год — был музыкальным руководителем Театра пародий Владимира Винокура. Как композитор сотрудничал с такими поэтами, как Михаил Танич, Алексей Шанаев, Александр Вулых, Леонид Дербенёв, Эдуард Успенский, Владимир Костров, Владимир Солоухин, Роберт Рождественский и другими. Зачастую сам писал стихи на собственную музыку. Песни Ильи Любинского входили в репертуар Льва Лещенко («Дорога в детство», «Выходи меня встречать» и «Уходят годы» – эти песни в его исполнении получили лауреатство на фестивале «Песня года»), Софии Ротару, Яака Йоалы, Павла Смеяна, Ларисы Долиной, ансамбля «Песняры» и других исполнителей.
Илья Любинский является, к тому же, исполнителем собственных песен, им записано 3 авторских сольных альбома ("Тузы и козыри" - 2003, "Песни и баллады" - 2006, "The Best of Ilya Lubinsky" - 2010) 
С 1998 года Илья Любинский живёт и работает в Лос-Анджелесе.

## Известные песни
- «Тополиный мотив» (музыка Ильи Любинского, слова Алексея Шанаева), исполняет Лев Лещенко
- «Уходят годы» (музыка и слова Ильи Любинского), исполняет Лев Лещенко
- «Дорога в детство» (музыка Ильи Любинского, слова Леонида Дербенёва), исполняет Лев Лещенко
- «Выходи меня встречать» (музыка Ильи Любинского, слова Алексея Шанаева), исполняет Лев Лещенко
- «Цветы в степи» (музыка Ильи Любинского, слова Владимира Солоухина), исполняет Павел Смеян
- «Наша звезда» (музыка Ильи Любинского, слова Алексея Шанаева), исполняет София Ротару
- «Лихом не поминай» (музыка и слова Ильи Любинского), исполняет Лариса Долина
- «Серебряный ветер» (музыка Ильи Любинского, слова Сергея Есенина), исполняет Яак Йоала
- «Я всё тот же» (музыка Ильи Любинского, слова Алексея Шанаева), исполняет ансамбль «Песняры»[1][2]
- «Научи меня летать» (музыка и слова Ильи Любинского), исполнял Сергей Ольгов
- «Ты и я» (музыка и слова Ильи Любинского), первая песня Андрея Разина, которую Разин спел в «Утренней почте» в 1985 году до «Ласкового мая».